# 올리언스 아레나
올리언스 아레나(영어: Orleans Arena)는 미국 네바다주 패러다이스에 위치한 실내 경기장이다. 과거 ECHL 라스베이거스 랭글러스의 홈경기장으로 사용했다.